# Leszek Borkowski (farmaceuta)
Leszek Bogusław Borkowski (ur. 1951) – polski farmaceuta, urzędnik, polityk, działacz społeczny, prezes Urzędu Rejestracji Produktów Leczniczych, Wyrobów Medycznych i Produktów Biobójczych w latach 2005–2009.

## Biografia
W 1974 ukończył studia na Akademii Medycznej w Warszawie, a w 1985 uzyskał na tej uczelni stopień doktora nauk farmaceutycznych. Studiował także w Instytucie France de Gestion. W 1987 uzyskał II stopień specjalizacji z analizy leków. Wykładał na warszawskiej Akademii Medycznej oraz na uniwersytecie w niemieckim Heidelbergu. W latach 1990–1999 pełnił funkcję dyrektora generalnego polskiego oddziału OCP i Cerp Rouen. Od 1991 do 2008 był ekspertem uczestniczącym w pracach zespołów opracowujących m.in. prawo farmaceutyczne, ustawę o wyrobach medycznych oraz ustawę o Izbach Aptekarskich, a od 2000 do 2006 – ekspertem Sejmowej Komisji Zdrowia. Pracował jako główny specjalista w Urzędzie Rejestracji Produktów Leczniczych, Wyrobów Medycznych i Produktów Biobójczych.
W 2005 wstąpił do Samoobrony RP i został ekspertem tej partii ds. ochrony zdrowia. W wyborach parlamentarnych w tym samym roku bez powodzenia ubiegał się z ramienia tego ugrupowania o mandat senatora w okręgu siedleckim (uzyskał 39 342 głosy i zajął ósme miejsce spośród dwudziestu kandydatów). 30 grudnia 2005 został powołany na stanowisko prezesa URPLWMiPB (początkowo jako p.o.), które sprawował do 2009. W związku z objęciem tej funkcji zrezygnował z legitymacji partyjnej. 
W 2012 został pełnomocnikiem dyrektora Szpitala Wolskiego w Warszawie ds. analizy i gospodarki lekiem. W 2014 założył i objął funkcję prezesa Fundacji Razem w Chorobie. W październiku 2015 został powołany przez prezydenta RP Andrzeja Dudę na członka Narodowej Rady Rozwoju, a także koordynatora Sekcji Ochrony Zdrowia w ramach tego gremium. W maju 2016 został członkiem międzynarodowego zespołu ekspertów Europejskiego Banku Odbudowy i Rozwoju pracującego na rzecz ukraińskiego Ministerstwa Zdrowia.

## Odznaczenia
W 2018, za zasługi w działalności na rzecz ochrony zdrowia publicznego, został odznaczony przez prezydenta RP Andrzeja Dudę Srebrnym Krzyżem Zasługi.